# 雨 (多田武彦)
『雨』（あめ）は、多田武彦の合唱組曲、および同組曲の終曲のタイトル。男声合唱版が先に作曲され、後に混声合唱にも編曲された。

## 概説
1960年（昭和35年）、多田は全日本合唱コンクール課題曲のために、「雨の来る前」を単曲の男声合唱曲として発表した。その後、明治大学グリークラブからの委嘱により、この曲を基に組曲化を構想、1967年（昭和42年）5月28日、第16回東京六大学合唱連盟定期演奏会において外山浩爾の指揮により初演された。
多田は1963年（昭和38年）、文化庁芸術祭参加作品として混声合唱組曲『京都』を発表し、奨励賞を受賞した。『京都』は難解な技巧を凝らした曲で、福永陽一郎からは「全力投球」と評されたが、多田自身は「私には、もうこれ以上の曲は書けなくなってしまった」と判断、数年間の休筆期間に入る。この間、多田のもとには「多田さんの曲は、だんだん難しく、親しみにくくなって行く。『柳河風俗詩』や『中勘助の詩から』のような、初心者でも或る程度の練習を積めば歌うことが出来て、且、かおりの高い組曲を、いつまでも書き続けて欲しい」という声が寄せられていた。「こうした多くの方々の希望にそった曲」「いつまでも親しんで歌ってもらえる曲」「結果はともかく、私が今真に書きたいと思った曲」として発表したのが『雨』である。これまでの多田の作品は一人の詩人の詩を構成して組曲を作ってきたが、『雨』では「百何十篇もあった雨の詩の中から、この組曲を構成するのにふさわしいものを選び、秋から冬にかけての季節的配列と起承転結を充分考慮して終曲に導いた」として、テーマに沿った複数の詩人の詩を使用している。
『雨』を作曲した経緯について、1965年 - 1966年（昭和40年 - 昭和41年）頃、合唱曲をまったく作っていない時期に『アカシアの径』などのフォークソングに手を染めて、ポピュラーソング集を作ったりしたが、2、3年で限界を感じ、「どうしようかなあと思っている時に外山浩爾先生からの依頼で『雨』を作ったんですよ。そしたらそれが、当たったんだね。じゃ、もう一回やるかということでまた合唱曲を書き始めたんです。」と多田は述べている。
なお、多田の子供達は、『柳河風俗詩』や『富士山』を聴くとみずみずしいが、『雨』はフォークソングをやった後だからバタ臭い、迎合していると多田に話していた。また、「だから畑中（良輔）先生は『雨』を演られないんです。分かるような気がしますよ。先生が認めて下すっている私の個性とは、ちょっとずれているんです。」と、多田は述べている。
混声版の発表は男声版初演から30年以上たった2003年のことである。

## 曲目
全6曲からなる。全編無伴奏である。
1. 雨の来る前
詩は伊藤整の詩集『雪明りの路』に所収。ヘ長調（混声版は変ホ長調）。第2曲との対比により男声合唱のデュナミークを余すことなく聴かせてくれる[3]。昭和35年度全日本合唱コンクール課題曲。
2. 武蔵野の雨
詩は大木惇夫の詩集『風・光・木の葉』に所収。ニ短調（混声版は変ロ短調）。多田はレコードのライナーノートに「「武蔵野の雨」を書くために武蔵野に奥深く取材に出かけたとき、私は、私の心にミューズが宿るのをおぼえた。（中略）「武蔵野の雨」で私に宿ったミューズは、この作品を書いているあいだ中、私の心の中にいたが、終曲が鳴り終わると同時に消えていった。」と記す。同じ雨でも男声合唱の弱奏の極みを聴く思いがする[3]。
3. 雨の日の遊動円木
詩は大木惇夫の詩集『秋に見る夢』に所収。ト長調（混声版は変ホ長調）。子どもの姿が見えない雨の公園だけにその寂しさや孤独感がひしひしと感じられる。そんな公園で雨や風でかすかに動く遊動円木の揺れと冷たい風情を淡々と語るように歌われる旋律の対比が絶妙である[3]。
4. 十一月にふる雨
詩は堀口大學の詩集『月光とピエロ』に所収。ト短調。一変して付点の淡々としたリズムが繰り返され、人生の悲哀感や悲壮感が切々と歌われ、聴く者の心に鋭く突き刺さってくる。どんな人間にも平等に雨は降る…最後は音楽もガラッと変わり何か温かい気持ちになる[3]。
1982年（昭和57年）の改訂時に、第4曲は「雨 雨」（作詩:尾形亀之助、『色ガラスの街』所収。ト短調（混声版はニ短調））に差し替えられた（混声版は初版から第4曲は「雨 雨」になっている）。これは「十一月にふる雨」に当時は差別用語とされた語が含まれていることによるとされ、改訂後の多田は「十一月にふる雨」の再版、再演を一切許可しなかった。「雨 雨」は組曲内で突出して難度が高く、時代を経たことによる作風の違いを感じさせる。
5. 雨の日に見る
詩は大木惇夫の詩集『危険信号』に所収。ハ長調（混声版は変イ長調）。冬の雨の日、ほの暗い中にザボンの実がぽっかり輝いている様が、白黒写真の世界の中に黄色い色がぼんやり見えるような淡い色彩感がある[3]。
6. 雨
詩は八木重吉の未刊の詩編から。イ長調（混声版はヘ長調）。多田は「今後私がつらいことにぶっつかった時にも私をなぐさめ、「そっと世のためにはたらく」ことを私にささやくことであろうし、私が死ぬ瞬間にも、私がしずかに死んでゆける鎮魂曲となることであろう。」[1]とする。すべてを乗り越え達観した人間が雨の音のように、心が平に静まっていく思いがする[3]。
この曲のみ、女声合唱版が存在する。1999年に発表されたが、版元の廃業により絶版となっている。

## 楽譜
男声版は「多田武彦 男声合唱曲集（4）」に、混声版は「多田武彦 混声合唱曲集「雨」」に所収。いずれも音楽之友社から出版されている。